# エスペランサ基地
エスペランサ基地（えすぺらんさきち、西：Base Esperanza、英：Esperanza Base）は、アルゼンチンの南極観測基地。
南緯63度24分 西経56度59分 / 南緯63.400度 西経56.983度座標: 南緯63度24分 西経56度59分 / 南緯63.400度 西経56.983度に位置し、南極半島にあるトリニティ半島のホープ湾に面する。

## 概要

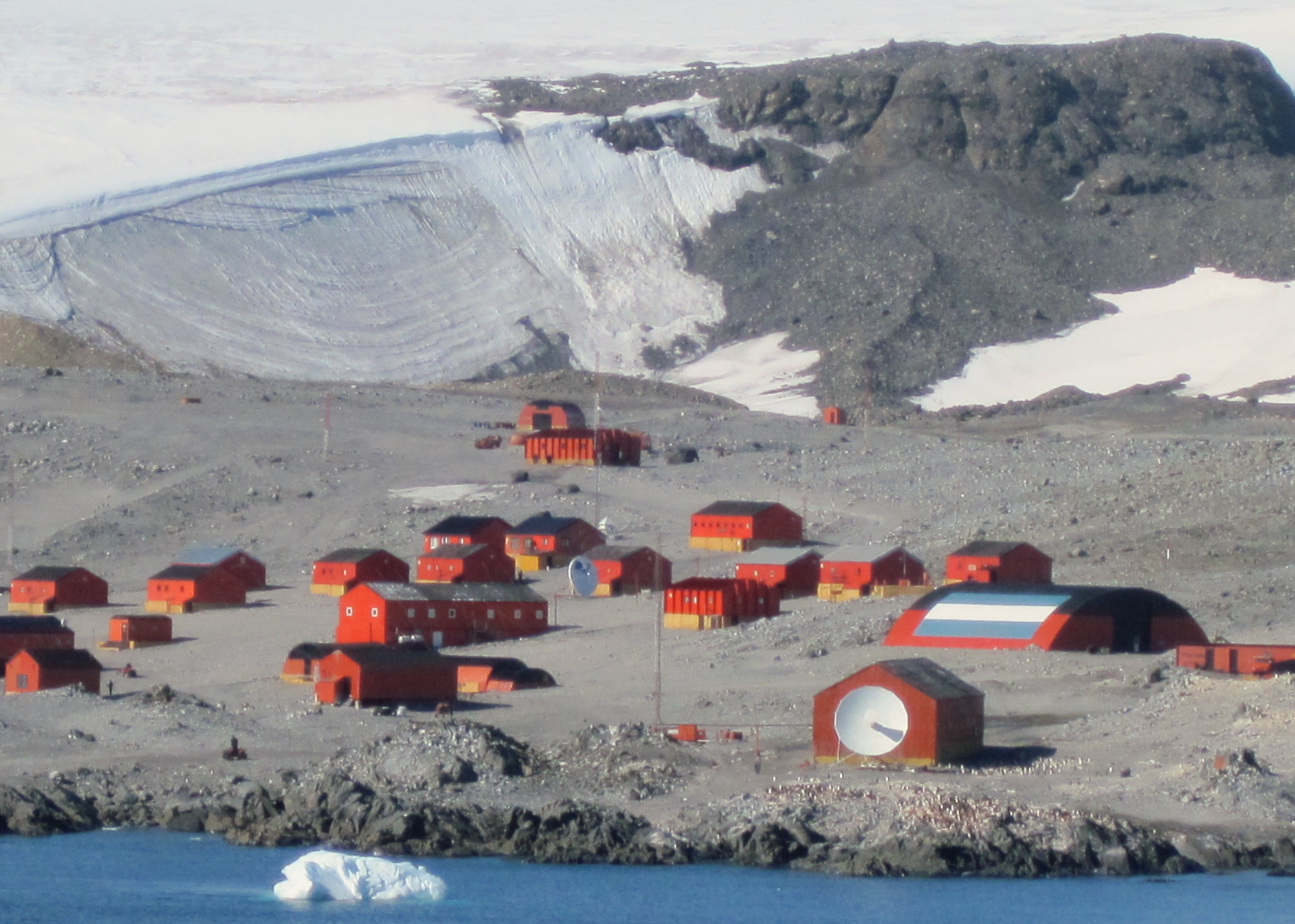
ホープ湾より見たエスペランサ基地（2012年1月撮影）

1975年に設営された。10組の家族と2人の教師を合わせた、計55人がこの基地で越冬する。1978年には学校が、1979年にはラジオ局が、それぞれ開設された。
エスペランサとは、スペイン語で「希望」という意味。南極大陸の一部の領有を主張するアルゼンチンにとっては「アルゼンチン領南極」の重要な拠点であり、基地内ではアルゼンチンが行政権を行使しているが、基地の外への行使は控えられている。
建物が43棟、発電機が4台ある。基地では主に氷河学、地震学、海洋学、沿岸の生態学、生物学、地質学、陸水学が研究されている。

## 気候
南極大陸では珍しくツンドラ気候に属し、通年の平均気温は-5.5℃で、冬の平均気温は-10.8℃、夏の平均気温は0.2℃である。1948年からの気温の推移は、一年あたり+0.0315℃、冬季は年に+0.0413℃、夏季は年に+0.0300℃、それぞれ上昇している。
| エスペランサ基地の気候                       | エスペランサ基地の気候 | エスペランサ基地の気候 | エスペランサ基地の気候 | エスペランサ基地の気候 | エスペランサ基地の気候 | エスペランサ基地の気候 | エスペランサ基地の気候 | エスペランサ基地の気候 | エスペランサ基地の気候 | エスペランサ基地の気候 | エスペランサ基地の気候 | エスペランサ基地の気候 | エスペランサ基地の気候 |
| 月                                           | 1月                    | 2月                    | 3月                    | 4月                    | 5月                    | 6月                    | 7月                    | 8月                    | 9月                    | 10月                   | 11月                   | 12月                   | 年                     |
| -------------------------------------------- | ---------------------- | ---------------------- | ---------------------- | ---------------------- | ---------------------- | ---------------------- | ---------------------- | ---------------------- | ---------------------- | ---------------------- | ---------------------- | ---------------------- | ---------------------- |
| 最高気温記録 °C （°F）                       | 14.8 (58.6)            | 13.7 (56.7)            | 12.6 (54.7)            | 13.7 (56.7)            | 14.0 (57.2)            | 12.8 (55)              | 10.9 (51.6)            | 13.0 (55.4)            | 10.5 (50.9)            | 17.0 (62.6)            | 10.3 (50.5)            | 14.6 (58.3)            | 17.0 (62.6)            |
| 平均最高気温 °C （°F）                       | 3.1 (37.6)             | 2.6 (36.7)             | −0.4 (31.3)            | −3.4 (25.9)            | −5.6 (21.9)            | −6.6 (20.1)            | −6.4 (20.5)            | −6.2 (20.8)            | −2.7 (27.1)            | 0.3 (32.5)             | 1.3 (34.3)             | 3.2 (37.8)             | −1.7 (28.9)            |
| 日平均気温 °C （°F）                         | 0.5 (32.9)             | −0.5 (31.1)            | −3.1 (26.4)            | −7.3 (18.9)            | −9.6 (14.7)            | −10.9 (12.4)           | −10.8 (12.6)           | −10.5 (13.1)           | −7.0 (19.4)            | −3.6 (25.5)            | −1.7 (28.9)            | 0.4 (32.7)             | −5.3 (22.5)            |
| 平均最低気温 °C （°F）                       | −1.8 (28.8)            | −2.9 (26.8)            | −6.4 (20.5)            | −11.1 (12)             | −13.4 (7.9)            | −15.1 (4.8)            | −15.0 (5)              | −14.7 (5.5)            | −11.1 (12)             | −7.4 (18.7)            | −4.6 (23.7)            | −2.1 (28.2)            | −8.8 (16.2)            |
| 最低気温記録 °C （°F）                       | −6.9 (19.6)            | −12.0 (10.4)           | −20.9 (−5.6)           | −26.0 (−14.8)          | −29.6 (−21.3)          | −30.0 (−22)            | −32.3 (−26.1)          | −31.0 (−23.8)          | −27.0 (−16.6)          | −23.0 (−9.4)           | −17.8 (0)              | −8.9 (16)              | −32.3 (−26.1)          |
| 降水量 mm （inch）                           | 56.2 (2.213)           | 65.0 (2.559)           | 75.5 (2.972)           | 59.1 (2.327)           | 54.4 (2.142)           | 47.4 (1.866)           | 54.1 (2.13)            | 72.1 (2.839)           | 62.2 (2.449)           | 56.4 (2.22)            | 65.0 (2.559)           | 59.0 (2.323)           | 726.4 (28.598)         |
| 平均降雪日数                                 | 16                     | 15                     | 16                     | 16                     | 14                     | 13                     | 14                     | 14                     | 16                     | 15                     | 16                     | 16                     | 181                    |
| 出典1：Servicio Meteorologico Nacional, NOAA |                        |                        |                        |                        |                        |                        |                        |                        |                        |                        |                        |                        |                        |
| 出典2：Weatherbase                           |                        |                        |                        |                        |                        |                        |                        |                        |                        |                        |                        |                        |                        |

## 南極大陸最初の新生児
南極大陸で生まれた最初の人間であるエミリオ・パルマ は1978年1月７日にエスペランサ基地で生まれた。当時アルゼンチン、チリ、イギリスの三国が南極半島を含んだ区域の主権を争っており、主権の正統性を訴えることを画策したアルゼンチンの独裁者ホルヘ・ラファエル・ビデラ大統領は、妊娠7カ月の妊婦であったパルマ氏の母を空路でエスペランサ基地まで送り込み子供を産ませた。

## その他
- 基地には観光客が毎年約1100人ほど訪れる観光施設がある。
- 基地のモットーは"Permanencia, un acto de sacrificio"(英:Permanence, an act of sacrifice)である。